# Othonna pachypoda
Othonna pachypoda là một loài thực vật có hoa trong họ Cúc. Loài này được Hutch. mô tả khoa học đầu tiên.